# Кортес Кастро, Леон
Леон Луис Кортес Кастро (исп. León Luis Cortés Castro, 8 декабря 1882, Алахуэла, Коста-Рика — 3 марта 1946, Сан-Хосе) — президент Коста-Рики в 1936—1940 годах.

## Биография
Кортес родился в Алахуэле, Коста-Рика, 8 декабря 1882 года. Он был сыном колумбийского врача Роберто Кортеса-и-Кортеса и Фиделины Кастро (Мондрагон) Руис. 28 сентября 1905 года он женился в Алахуэле на Хулии Фернандес Родригес, дочери Франсиско Фернандеса Переса и Луизы Родригес Кесады. От этого брака родились двое детей, Хавьер и Отто Кортес Фернандес.
Кортес получил образование учителя в Лисео-де-Коста-Рика, далее служил школьным учителем, школьным инспектором и учителем средней школы. Позже он изучал юриспруденцию, а в 1916 году окончил юридический факультет университета Коста-Рики.
Позднее Кортес был директором Национального архива, депутатом от Алахуэле (1914—1917 и 1922—1929), губернатором провинции Алахуэла (1917), послом Коста-Рики в Гватемале (1917—1918), судьей уголовного суда в Картаго (1919—1920), президентом Конституционного конгресса (1925—1926), министром по развитию сельского хозяйства (май-ноябрь 1930 и 1932—1935).
В 1936 году Кортес был избран Президентом Республики на период 1936—1940 годов, на тот момент он был членом Национальной республиканской партии. Его администрация отличалась динамичной и эффективной политикой в области общественных работ.
Кортес был кандидатом на пост президента Республики на выборах 1944 года, на этот раз в качестве кандидата от Демократической партии, которая объединила большую часть оппозиции из рядов Национальной республиканской партии. Однако в этот раз Кортес уступил Теодоро Пикадо Михальски.
Кортес умер 3 марта 1946 года. Его именем был назван кантон Леон-Кортес.
Некоторые еврейские историки отмечают, что Леон Кортес питал симпатии к европейскому фашизму и поддерживал антисемитские взгляды. Кортес назначил ответственным за иммиграционную политику немецкого офицера Макса Эффлингера, лидера нацистской партии Коста-Рики, который строго ограничил въезд польских евреев из нацистской Германии. Согласно данным Якобо Шифтера, Лоуэлла Гудмундсона и Марио Солера, «Кортес ограничил въезд поляков и фактически полностью прекратил иммиграцию. Он собирался отправить своего сына на учебу в Германию, а позже назначил лидера нацистской партии Коста-Рики Макса Эффлингера своим советником по вопросам миграции. Эффлингер отверг просьбы евреев о въезде в страну, поскольку они были не арийской расы. Его правительство присоединилось к политике закрытия границ, которая стала распространенной по всей Латинской Америке, за исключением Доминиканской Республики, Боливии и Эквадора».
Те же авторы обвиняли в антисемитизме и других президентов Коста-Рики — Отилио Улате Бланко и Рафаэля Анхеля Кальдерона.